# Lucas Feutsa
Lucas Feutsa (* im 20. Jahrhundert) ist ein ehemaliger kamerunischer Radrennfahrer.

## Sportliche Laufbahn
Feutsa war im Straßenradsport aktiv. Er war Teilnehmer der Olympischen Sommerspiele 1984 in Los Angeles.
Im Mannschaftszeitfahren wurde Kamerun 23. mit Alain Ayissi, Lucas Feutsa, Joseph Kono und Dieudonné Ntep. Im olympischen Straßenrennen schied er aus.